# Калагурський Богдан Петрович
Богдан Петрович Калагурський (позивний «Електрик»; 17 квітня 1978, с. Оброшине, Львівська область — 19 серпня 2022, с. Благодатне, Миколаївська область) — український енергоменеджер, військовослужбовець, капітан 63 ОМБр Збройних сил України, учасник російсько-української війни. Герой України (2023).

## Життєпис
Богдан Калагурський народився 17 квітня 1978 року в селі Оброшиному, нині Оброшинської громади Львівського району Львівської области України.
Навчався в Оброшинській середній школі. Закінчив електроенергетичний факультет Львівської політехніки (спеціальність — електротехнічні системи електроспоживання).
Від 2001 року працював у Львівобленерго. Пройшов шлях від електромонтера до заступника начальника служби охорони праці та головного інженера Центрального РЕМ.
У 2015–2016 роках брав участь у бойових діях на сході України в складі 24-ї окремої механізованої бригади.
Після початку повномасштабного російського вторгнення вступив до лав Збройних сил України. Командир 1 механізованої роти 106-го механізованого батальйону 63-ї окремої механізованої бригади. Загинув 19 серпня 2022 року внаслідок ворожого артилерійського обстрілу під час оборони с. Благодатне на Миколаївщині.
Через інтенсивні бойові дії побратими не змогли евакуювати тіло капітана Богдана Калагурського з поля бою. Лише 10 листопада того ж року вдалося це зробити, після звільнення с. Благодатного. Наприкінці січня 2023 року згідно з результатами ДНК було підтверджено загибель героя. Похований в рідному селі .
Залишилася батьки, дружина та дві доньки.

## Нагороди
- звання Герой України з удостоєнням ордена «Золота Зірка» (8 липня 2023, посмертно) — за особисту мужність і героїзм, виявлені у захисті державного суверенітету та територіальної цілісності України, самовіддане служіння Українському народові[2].
- нагрудні знаки Міністерства оборони України «Знак пошани», «За військову доблесть» та «Слава і честь»